# Bosrondbuik
De bosrondbuik (Bradycellus sharpi) is een keversoort uit de familie van de loopkevers (Carabidae). De wetenschappelijke naam van de soort werd in 1912 gepubliceerd door Norman Humbert Joy.